# U-20-Fußball-Südamerikameisterschaft der Frauen 2006
Die U-20-Fußball-Südamerikameisterschaft der Frauen 2006 fand vom 4. bis zum 20. Januar 2006 in Chile statt und war die zweite Ausgabe des Turniers.
Die zwei nach Abschluss des Turniers bestplatzierten Auswahlmannschaften qualifizierten sich für die U-20-Weltmeisterschaft 2006 in Russland.
Aus der Veranstaltung ging die U-20 Brasiliens als Sieger hervor. Zweitplatzierte wurden die Auswahl Argentiniens. Torschützenkönigin des Turniers war mit 14 erzielten Treffern die Brasilianerin Marta.

## Spielorte
Die Partien der U-20-Südamerikameisterschaft fanden in zwei Stadien statt.
- Estadio Elías Figueroa Brander – Valparaíso
- Estadio Sausalito – Viña del Mar

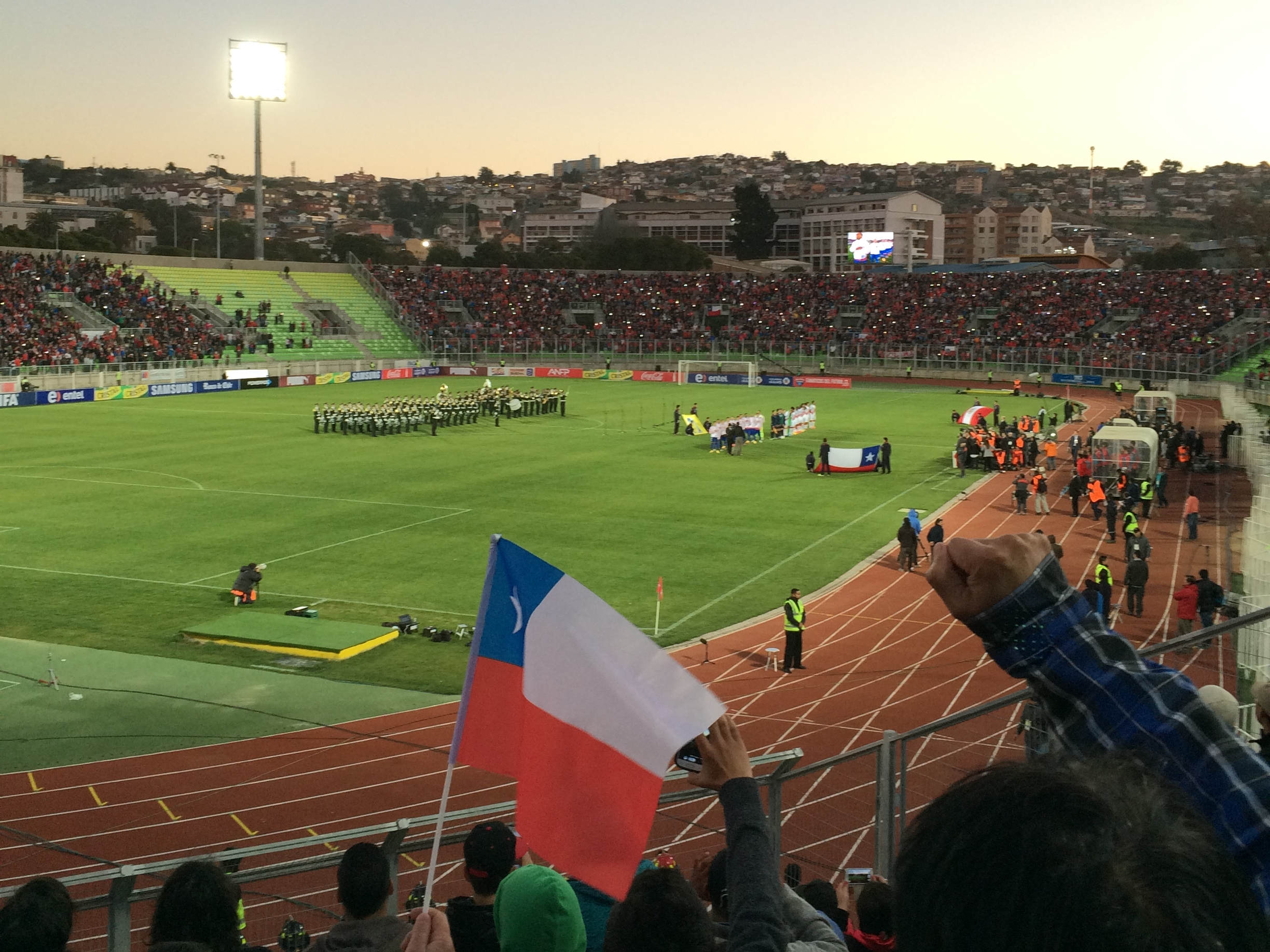
Estadio Elías Figueroa Brander
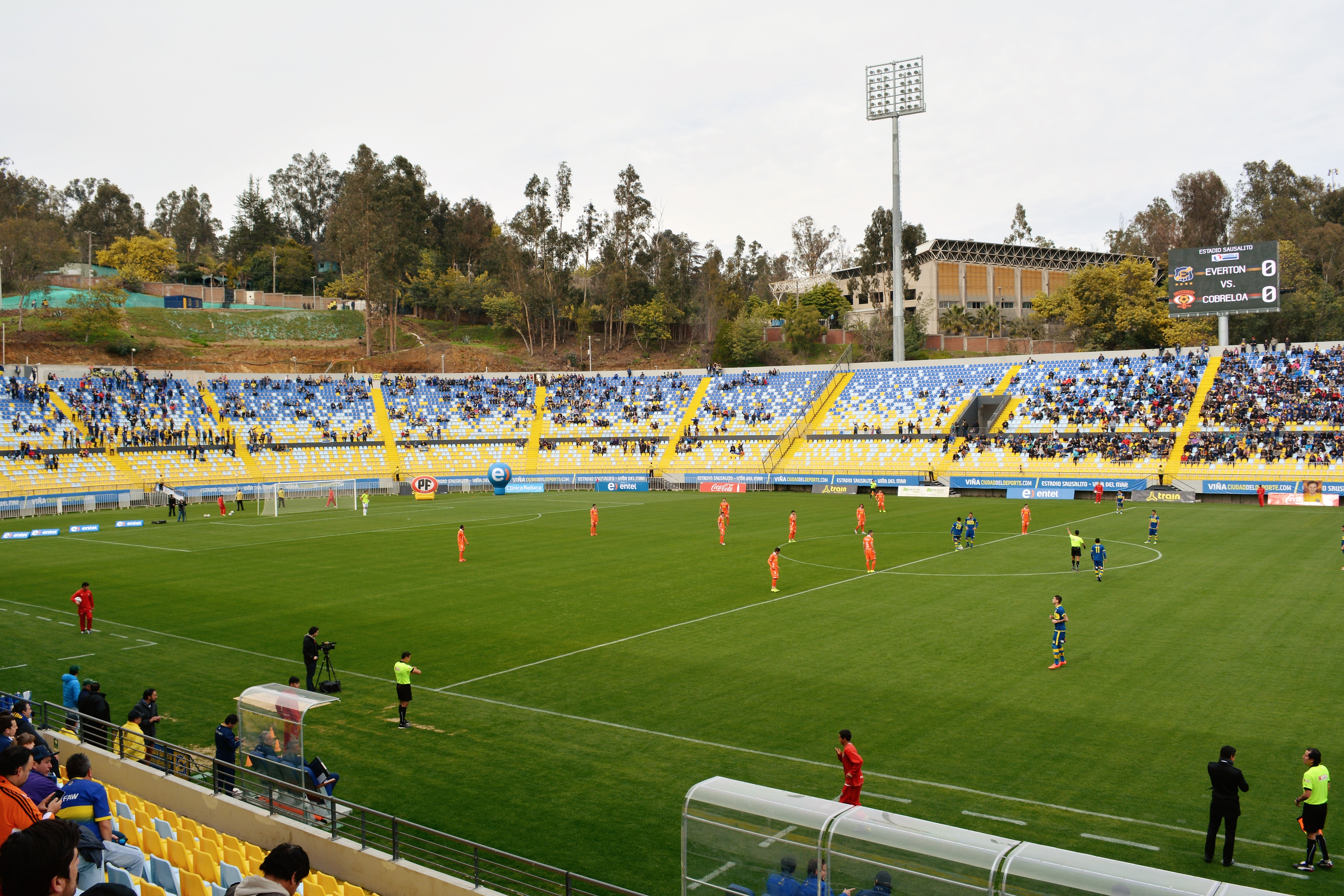
Estadio Sausalito

## Modus
Gespielt wurde eine Vorrunde in zwei Fünfer-Gruppen. Die anschließende Finalphase mit den zwei Gruppenbesten Mannschaften wurde ebenfalls im Gruppenmodus ausgetragen.
Es nahmen am Turnier die Nationalmannschaften Argentiniens, Boliviens, Brasiliens, Chiles, Ecuadors, Kolumbiens, Paraguays, Perus, Uruguays und Venezuelas teil.

## Gruppenphase

### Gruppe A
| Pl.                             | Land      | Sp. | S | U | N | Tore    | Diff. | Punkte |
| ------------------------------- | --------- | --- | - | - | - | ------- | ----- | ------ |
| 1.                              | Brasilien | 4   | 4 | 0 | 0 | 028:100 | +27   | 12     |
| 2.                              | Peru      | 4   | 2 | 1 | 1 | 006:900 | −3    | 07     |
| 3.                              | Chile     | 4   | 1 | 1 | 2 | 009:150 | −6    | 04     |
| 4.                              | Venezuela | 4   | 0 | 3 | 1 | 005:120 | −7    | 03     |
| 5.                              | Uruguay   | 4   | 0 | 1 | 3 | 003:140 | −11   | 01     |
| Qualifiziert für die Finalrunde |           |     |   |   |   |         |       |        |

|                            |   |           |           |
| 4.1. in Estadio Sausalito  |   |           |           |
| Chile                      | – | Brasilien | 1:8 (0:5) |
| Peru                       | – | Uruguay   | 1:0 (1:0) |
| 6.1. in Estadio Sausalito  |   |           |           |
| Brasilien                  | – | Uruguay   | 8:0 (5:0) |
| Chile                      | – | Venezuela | 2:2 (2:1) |
| 8.1. in Estadio Sausalito  |   |           |           |
| Peru                       | – | Venezuela | 1:1 (1:1) |
| Chile                      | – | Uruguay   | 3:1 (1:0) |
| 10.1. in Estadio Sausalito |   |           |           |
| Uruguay                    | – | Venezuela | 2:2 (0:1) |
| Brasilien                  | – | Peru      | 5:0 (2:0) |
| 12.1. in Estadio Sausalito |   |           |           |
| Brasilien                  | – | Venezuela | 7:0 (3:0) |
| Chile                      | – | Peru      | 3:4 (3:3) |

### Gruppe B
| Pl.                             | Land        | Sp. | S | U | N | Tore    | Diff. | Punkte |
| ------------------------------- | ----------- | --- | - | - | - | ------- | ----- | ------ |
| 1.                              | Argentinien | 4   | 3 | 1 | 0 | 011:300 | +8    | 10     |
| 2.                              | Paraguay    | 4   | 3 | 0 | 1 | 010:600 | +4    | 09     |
| 3.                              | Kolumbien   | 4   | 2 | 0 | 2 | 010:800 | +2    | 06     |
| 4.                              | Bolivien    | 4   | 1 | 1 | 2 | 005:110 | −6    | 04     |
| 5.                              | Ecuador     | 4   | 0 | 0 | 4 | 002:100 | −8    | 0      |
| Qualifiziert für die Finalrunde |             |     |   |   |   |         |       |        |

|                          |   |             |           |
| 5.1. in Estadio Brander  |   |             |           |
| Ecuador                  | – | Paraguay    | 1:2 (0:0) |
| Kolumbien                | – | Bolivien    | 7:2 (2:0) |
| 7.1. in Estadio Brander  |   |             |           |
| Kolumbien                | – | Argentinien | 1:3 (0:2) |
| Bolivien                 | – | Paraguay    | 1:3 (0:3) |
| 9.1. in Estadio Brander  |   |             |           |
| Argentinien              | – | Bolivien    | 0:0       |
| Ecuador                  | – | Kolumbien   | 0:1 (0:0) |
| 11.1. in Estadio Brander |   |             |           |
| Paraguay                 | – | Kolumbien   | 3:1 (2:1) |
| Argentinien              | – | 5:0 (3:0)   | Ecuador   |
| 13.1. in Estadio Brander |   |             |           |
| Bolivien                 | – | Ecuador     | 2:1 (0:0) |
| Paraguay                 | – | Argentinien | 2:3 (2:0) |

## Finalrunde
| Pl.                                                                                            | Land        | Sp. | S | U | N | Tore    | Diff. | Punkte |
| ---------------------------------------------------------------------------------------------- | ----------- | --- | - | - | - | ------- | ----- | ------ |
| 1.                                                                                             | Brasilien   | 3   | 2 | 1 | 0 | 009:100 | +8    | 07     |
| 2.                                                                                             | Argentinien | 3   | 1 | 1 | 1 | 004:100 | +3    | 04     |
| 3.                                                                                             | Paraguay    | 3   | 1 | 1 | 1 | 003:500 | −2    | 04     |
| 4.                                                                                             | Peru        | 3   | 0 | 1 | 2 | 000:900 | −9    | 01     |
| U-20-Südamerikameister und qualifiziert für die U-20-WM 2006 Qualifiziert für die U-20-WM 2006 |             |     |   |   |   |         |       |        |

|                            |   |             |           |
| 16.1. in Estadio Brander   |   |             |           |
| Paraguay                   | – | Brasilien   | 1:1 (1:0) |
| Argentinien                | – | Peru        | 0:0       |
| 18.1. in Estadio Sausalito |   |             |           |
| Brasilien                  | – | Peru        | 7:0 (5:0) |
| Argentinien                | – | Paraguay    | 4:0 (2:0) |
| 20.1. in Estadio Sausalito |   |             |           |
| Peru                       | – | Paraguay    | 0:2 (0:2) |
| Brasilien                  | – | Argentinien | 1:0 (0:0) |

## Schiedsrichterinnen
- Estela Álvarez
- Cándida Colque
- Silvia Regina Oliveira
- Sueli Tortura
- Adriana Correa
- María Edilma García
- Norma González
- Mabel Leyes
- Alejandra Trucidos
- Marilyn Angulo